# Ferenc Kovács
Ferenc Kovács, född 7 januari 1934 i Budapest, död 30 maj 2018 i Székesfehérvár, var en ungersk fotbollsspelare.
Han blev olympisk bronsmedaljör i fotboll vid sommarspelen 1960 i Rom.